# Gianni Santuccio
Gianni Santuccio, all'anagrafe Giovanni Santuccio (Clivio, 21 maggio 1911 – Milano, 29 settembre 1989), è stato un attore e regista teatrale italiano.

## Biografia
Debuttò ai microfoni dell'EIAR (tra le sue prime prove, È passato qualcuno di Enrico Bassano, per la regia di Nino Meloni, 1941).
Nel 1942 si diplomò all'Accademia nazionale d'arte drammatica ed esordì sulle scene con Donadio.
Lavorò con Ruggeri, Cimara e la Ferrati, poi al Piccolo Teatro di Milano, misurandosi su testi di Pirandello, Shakespeare, Čechov, Goethe, Ibsen, Betti, Alfieri e Sartre.
Decisivo, dal punto di vista sia professionale sia privato, l'incontro con Lilla Brignone con cui formò compagnia, prima con Memo Benassi, e poi con Salvo Randone e Lina Volonghi.

Lilla Brignone e Gianni Santuccio durante le prove del dramma radiofonico L'uomo al punto negli studi Rai (1960)

Indimenticabili le interpretazioni del biennio 1948-1949, in cui, sotto la regia di Giorgio Strehler, Santuccio si cimentò nei grandi testi di Shakespeare (Riccardo II, La tempesta, Romeo e Giulietta, La bisbetica domata) e in alcuni capolavori della letteratura russa, come Il gabbiano di Anton Čechov e l'adattamento teatrale di Delitto e castigo di Fëdor Dostoevskij. La carriera teatrale di Santuccio continuò, sempre coronata da successo, fino agli anni ottanta (nel 1970 vinse anche il premio Riccione per la regia, con Danza di morte di August Strindberg).
Attore dalla recitazione classica, dotato di una voce inconfondibile, ma capace anche di interpretazioni segnate da un'inquieta ricerca psicologica, fu negli stessi anni uno dei protagonisti del teatro radiofonico, con Macbeth di Shakespeare (1951, regia di Enzo Ferrieri), La tragica storia della vita e della morte del dottor Faust di Marlowe (1951, regia di Claudio Fino), Casa di bambola di Ibsen (1953, regia di Enzo Convalli), L'allodola di Anouilh (1954, regia di Mario Ferrero), I fratelli Karamazov di Dostoevskij (1954, regia di André Barsacq), L'ebrea di Toledo di Grillparzer (1956, regia di Umberto Benedetto), Il Tartuffo (1956, regia dello stesso Santuccio), Carmosina di De Musset (1957, regia di Alessandro Brissoni) e Poltava di Puškin (1959, regia di Giacomo Colli).
Varie le sue partecipazioni anche negli anni sessanta, da L'aiuola bruciata di Betti (1960, regia di Pietro Masserano Taricco), a Brodo di pollo con orzo di Arnold Wesker (1963, regia di Virginio Puecher), a Il Passatore di Massimo Dursi (1964, regia di Virginio Puecher), a La signora delle camelie di Dumas (1968, regia di Guglielmo Morandi).
Negli anni settanta, oltre a proseguire con le interpretazioni di prosa radiofonica (Paesaggio di Pinter, 1970, regia di Mario Sequi; Cesare e Cleopatra di Shaw, 1971, regia di Gian Paolo Serino; Il turno di Pirandello, 1972, regia di Morandi), recitò nelle memorabili Interviste impossibili (1974), interpretando Ponzio Pilato e Copernico, diretto da Luigi Santucci, Denis Diderot e Attilio Regolo, diretto da Umberto Eco, e Gabriele D'Annunzio, per la regia di Alberto Arbasino.
Tra le sue ultime interpretazioni per la radio, si ricorda Una donna, un impero: Maria Teresa d'Austria di Di Salle e Claudio Gregorelli (1980, regia di Dama).
Con il rinnovo dell'ex Teatrino di via Sacco, a Varese, tale struttura gli è stata dedicata dal 2 marzo 2008, giornata della sua inaugurazione, con il nome di Teatro Santuccio.

## Filmografia
- La prigione, regia di Ferruccio Cerio (1944)
- Porte chiuse, regia di Carlo Borghesio e Fernando Cerchio (1945)
- Giudicatemi, regia di Giorgio Cristallini (1949)
- Cronaca di un delitto, regia di Mario Sequi (1951)
- La leggenda di Genoveffa, regia di Arthur Maria Rabenalt (1952)
- Vortice, regia di Raffaello Matarazzo (1953)
- Le diciottenni, regia di Mario Mattoli (1955)
- La risaia, regia di Raffaello Matarazzo (1956)
- Il conquistatore di Corinto, regia di Mario Costa (1961)
- I sogni muoiono all'alba, regia di Indro Montanelli (1961)
- L'ombra di Zorro, regia di Joaquín Luis Romero Marchent (1962)
- Venere imperiale, regia di Jean Delannoy (1962)
- Rocambole, regia di Bernard Borderie (1963)
- Ulisse contro Ercole, regia di Mario Caiano (1963)
- Ursus gladiatore ribelle, regia di Domenico Paolella (1963)
- Domani non siamo più qui, regia di Brunello Rondi (1967)
- Silenzio: si uccide, regia di Guido Zurli (1967)
- Il ragazzo dagli occhi chiari, regia di Emilio Marsili (1970)
- Indagine su un cittadino al di sopra di ogni sospetto, regia di Elio Petri (1970)
- Il delitto del diavolo, regia di Tonino Cervi (1970)
- Il poliziotto è marcio, regia di Fernando Di Leo (1974)
- Le cinque stagioni, regia di Gianni Amico (1976)
- Cuore di mamma, regia di Gioia Benelli (1988)

## Prosa radiofonica Rai
- Il misantropo, commedia di Molière, regia di Giorgio Strehler, trasmessa il 26 aprile 1951.
- Il Tartuffo di Molière, regia di Gianni Santuccio, compagnia Stabile del Teatro Manzoni di Milano, trasmessa il 5 agosto 1951.
- Il mondo in pezzi di Gabriel Marcel, regia di Enzo Ferrieri, trasmessa il 22 agosto 1952.
- Il re degli uomini di venerdì di Michael O'Molloy, regia di Sandro Bolchi, trasmessa il 16 agosto 1956.
- Oro matto di Silvio Giovaninetti, regia di Sandro Bolchi, trasmessa il 5 aprile 1957.

## Prosa televisiva Rai
- La sorridente signora Beudet, regia di Guglielmo Morandi, trasmessa il 7 settembre 1956.
- Romanzo, regia di Daniele D'Anza, trasmessa il 5 ottobre 1956.
- Due dozzine di rose scarlatte di Aldo De Benedetti, regia di Alberto Gagliardelli, trasmessa il 28 dicembre 1956.
- L'idiota di Fëdor Dostoevskij, regia di Giacomo Vaccari (1959)
- Una tragedia americana di Theodore Dreiser, regia di Anton Giulio Majano (1962)
- L'incrinatura, commedia di Cesare Vico Lodovici, regia di Alessandro Brissoni, trasmessa il 21 maggio 1962.
- Cocktail party di T. S. Eliot, regia di Mario Ferrero (1963)
- Figli d'arte, regia di Flaminio Bollini (1967)
- L'affare Dreyfus, sceneggiato televisivo, regia di Leonardo Cortese (1968)
- Il segretario particolare di T. S. Eliot, regia di José Quaglio, trasmesso il 16 giugno 1968 sul Secondo Programma Rai
- I mostri sacri di Jean Cocteau, regia di  Flaminio Bollini, trasmesso nel 1971.
- I demoni, sceneggiato televisivo, regia di Sandro Bolchi, trasmesso nel 1972.
- Una donna senza importanza di Oscar Wilde, regia di Ottavio Spadaro, trasmessa nel 1972.
- Visita della vecchia signora di Friedrich Dürrenmatt, regia di Mario Landi, trasmessa il 30 novembre del 1973.